# Evert Baudou
John Karl Evert Baudou, född 8 oktober 1925 i Oscars församling i Stockholm, är en svensk arkeolog och professor emeritus vars forskningsinsatser främst berört Norrlands forntid, Nordens bronsålder och arkeologins lärdomshistoria.
Han disputerade 1960 vid Stockholms universitet med en avhandling om yngre bronsåldern i Norden. Baudou var professor i arkeologi vid Umeå universitet 1975–1991.

## Priser och utmärkelser
Baudou tilldelades 1997 Gösta Berg-medaljen och 2005 Monteliusmedaljen för sina livslånga insatser inom svensk arkeologi. År 2008 erhöll han Rettigska priset av Kungliga Vitterhetsakademien.

## Publikationer i urval
- 1960 – Die regionale und chronologische Einteilung der jüngeren Bronzezeit im Nordischen Kreis. Studies in North-European archaeology, 1. Stockholm.
- 1992 – Norrlands forntid : ett historiskt perspektiv. Höganäs.
- 1997 – Gustaf Hallström : arkeolog i världskrigens epok. Stockholm.
- 2004 – Den nordiska arkeologin - historia och tolkningar. Stockholm.
- 2012 – Oscar Montelius : om tidens återkomst och kulturens vandringar. Stockholm.